# Фречча, Массимо
Ма́ссимо Филиппо Антонджулио Мария Фречча (итал. Massimo Filippo Antongiulio Maria Freccia; 19 сентября 1906, Вальдибуре близ Пистои — 16 ноября 2004 Ладисполи) — итальянско-американский дирижёр.
Родился в аристократической семье, начал заниматься музыкой в шесть лет в домашних условиях и лишь в 1923 году поступил во Флорентийскую консерваторию, оставшись, впрочем, преимущественно самоучкой. Эпизодически играл на челесте в оперном театре Флоренции, затем жил в Вене и Париже, слушая музыку и наблюдая за практикой ряда крупных дирижёров. В 1929 году по рекомендации Хоакина Нина был принят ассистентом дирижёра в оркестр, сопровождавший гастрольную поездку испанской танцовщицы Антонии Мерсе-и-Луке. Затем выступил с оркестром Венского концертного общества, некоторое время работал в Будапеште, в 1938 году дирижировал концертами на открытом воздухе Нью-Йоркского филармонического оркестра. В 1939—1943 годах возглавлял Филармонический оркестр Гаваны, затем вернулся в США, где руководил Новоорлеанским симфоническим оркестром (1944—1952) и Балтиморским симфоническим оркестром (1952—1959). Одновременно с 1954 года он часто выступал с британскими оркестрами, с Лондонским филармоническим оркестром и Королевским филармоническим оркестром осуществил несколько записей. В 1959—1965 годы — главный дирижёр Симфонического оркестра Итальянского радио в Турине. В дальнейшем выступал в Австралии, Японии, Великобритании и других странах как приглашённый дирижёр. В 1990 году опубликовал книгу воспоминаний «Звуки памяти» (англ. The Sounds of Memory). В последний раз встал за дирижёрский пульт в 1998 году в городе Монтепульчано.